# Light: Science & Applications
Light: Science & Applications — це рецензований науковий журнал із відкритим доступом, який публікується Nature Portfolio від імені Чанчуньського інституту оптики, точної механіки та фізики, Китайської академії наук і Китайського оптичного товариства.
Light: Science & Applications охоплює дослідження з усіх аспектів оптики та фотоніки.
Журнал було засновано в березні 2012 року, а головними редакторами є Цзяньлінь Цао та Сі-Чен Чжан.

## Цілі та сфера застосування
Light: Science & Applications сприяє передовим дослідженням у всіх сферах оптики та фотоніки, включаючи фундаментальні, прикладні, наукові та інженерні дослідження.
Основні теми в рамках журналу включають наступні:
- Біофотоніка[en] та медична оптика
- Волоконна оптика та оптичний зв'язок
- Зелена фотоніка[6]
- Інтегровані та оптоелектронні пристрої
- Лазери та лазерна оптика
- Мікро- та нанофотоніка
- Нелінійна оптика та надшвидка оптика
- Оптичні зображення та дисплей
- Оптичні матеріали, метаматеріали та фотонні кристали
- Оптична пам'ять і зберігання даних
- Оптична метрологія
- Оптична спектроскопія
- Квантова оптика та квантова інформація

LSA публікує традиційні колонки, такі як наукові статті, оглядові статті, перспективи та історичні огляди. Він також містить новини та огляди, а також основні моменти досліджень останніх наукових відкриттів у галузі оптики. Крім того, Light People, унікальна колонка в LSA, висвітлює інтерв'ю з вченими та інженерами, які є піонерами у своїх галузях, і ділиться визначними моментами зі свого життя, які можуть бути корисними для спільноти оптики та фотоніки. Рубрика листування відкриває канал спілкування для авторів і читачів для подальшого обговорення статей, опублікованих в LSA.

## Реферування та індексування
Журнал реферується та індексується в наступних базах даних:
- Current Contents/Engineering, Computing & Technology[8]
- Current Contents/Physical, Chemical & Earth Sciences[8]
- EBSCO databases[9]
- Ei Compendex[10]
- Inspec[11]
- Science Citation Index Expanded[8]
- Scopus[12]

За даними Journal Citation Reports, імпакт-фактор журналу 2021 року становить 20,257, що ставить його на 3 місце серед 101 журналу в категорії «Оптика».